# Sans Souci (Caroline du Sud)
Sans Souci est une census-designated place située dans le comté de Greenville, dans l’État de Caroline du Sud, aux États-Unis. Lors du recensement de 2020, elle comptait 8 581 habitants.